# Terranova da Sibari
Terranova da Sibari község (comune) Olaszország Calabria régiójában, Cosenza megyében.

## Fekvése
A megye központi részén fekszik, a Crati völgyében. Határai: Corigliano Calabro, San Demetrio Corone, Spezzano Albanese és Tarsia.

## Története
A 6-7. században alapították Turio Nova néven az elpusztított Thurioi lakosai.

## Népessége
A népesség számának alakulása:

## Főbb látnivalói
- San Francesco di Paola-templom
- Sant’Antonio-templom
- San Nicola-templom